# Melnupes mezi
Melnupes mezi este o arie protejată (arie specială de conservare — SAC, sit de importanță comunitară — SCI, arie de protecție specială avifaunistică — SPA) din Letonia întinsă pe o suprafață de 65,9 ha, integral pe uscat.

## Localizare
Centrul sitului Melnupes mezi este situat la coordonatele 57°31′31″N 26°34′22″E / 57.5253°N 26.5727°E.

## Înființare
Situl Melnupes mezi a fost declarat arie de protecție specială avifaunistică în decembrie 2003 pentru a proteja 1 specie de plante. Alte tipuri de protecție:
- sit de importanță comunitară (în mai 2004)
- arie specială de conservare (în mai 2004)[1][3][4]

## Biodiversitate
Situată în ecoregiunea boreală, aria protejată conține 4 habitate naturale: Taiga vestică, Păduri caducifoliate bătrâne naturale hemiboreale fino-scandinave (Quercus, Tilia, Acer, Fraxinus sau Ulmus) bogate în specii epifite, Păduri caducifoliate de mlaștină fino-scandinave, Mlaștini împădurite.
La baza desemnării sitului se află o specie protejată de  plante: turiță (Agrimonia pilosa)
Pe lângă speciile protejate, pe teritoriul sitului au mai fost identificate 2 specii de plante.